# Manabu Orido

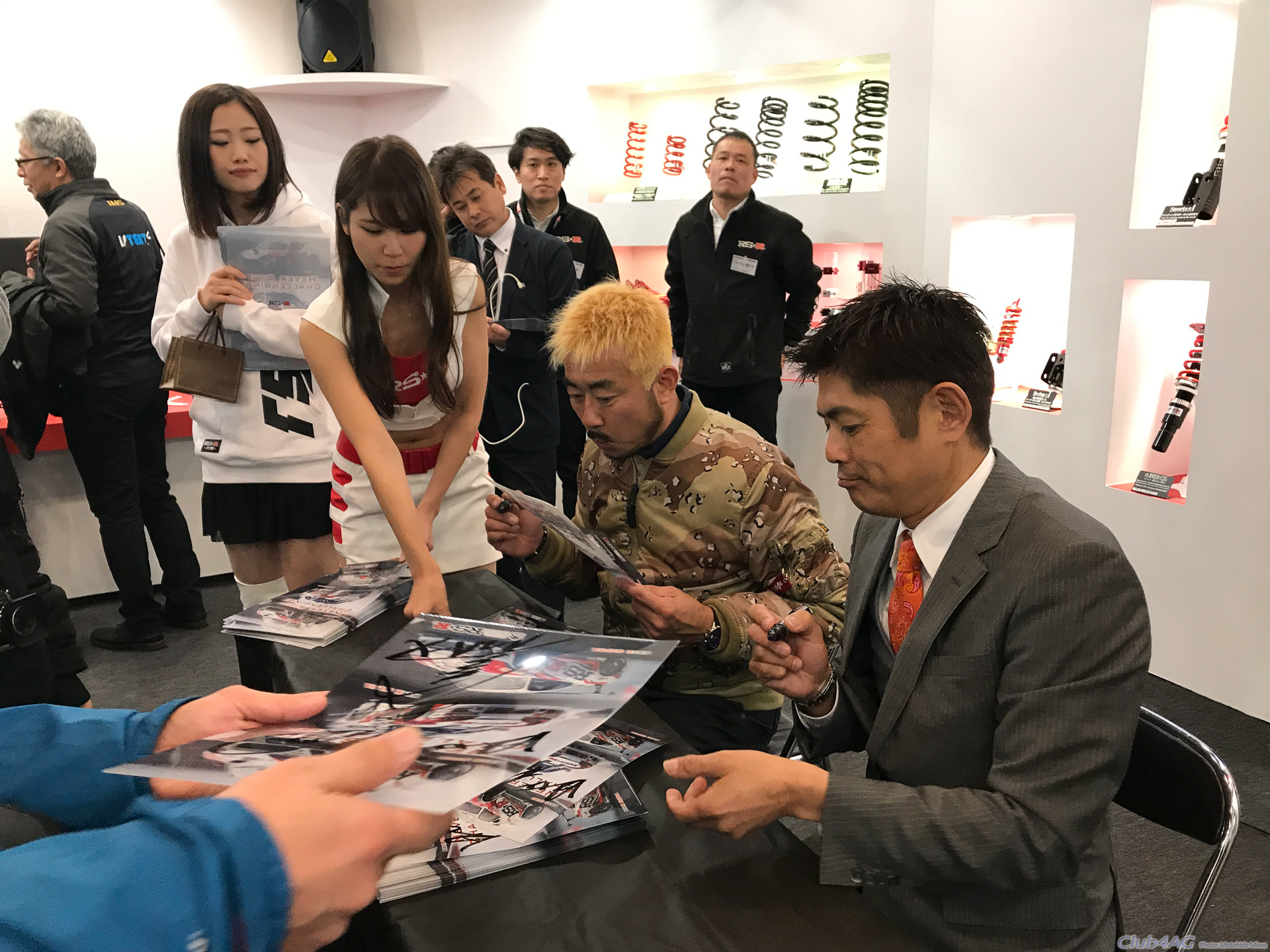
Manabu Orido 2019 (rechts)

Manabu „Max“ Orido (jap. 織戸 学, Orido Manabu; * 3. Dezember 1968 in der Präfektur Chiba) ist ein japanischer Autorennfahrer.

## Karriere
Manabu Orido begann seine Karriere im Tōge-Racing, einer japanischen Besonderheit, ähnlich den europäischen und nordamerikanischen Bergrennen. Über eine nationale Silhouettenserie kam er 1996 in die All Japan Grand Touring Car Championship und stieg schnell zum dominierenden Fahrer der GT-300-Klasse auf. Bereits 1997 siegte er gemeinsam mit Hideo Fukuyama auf einem Nissan Silvia in der Jahreswertung dieser Rennklasse. Nach einem zweiten Endrang 1998 und dem dritten Platz 1999 wechselte er mit dem Beginn der Saison 2000 zu den GT-500-Rennwagen.
In der großen Super-GT-Klasse konnte er lange nicht an die Erfolge mit den 300er-Fahrzeugen anschließen. Erst 2003 gelang ihm beim 300-km-Rennen von Autopolis der erste Meisterschaftssieg. Teampartner im Toyota Supra war der deutsche Dominik Schwager. 2003 erreichte er mit dem elften Gesamtrang auch die beste Jahresplatzierung in dieser Rennklasse.
Mit der Rückkehr in die GT-300-Klasse wurde Manabu Orido wieder zum Siegfahrer und sicherte sich 2009 zum zweiten Mal die Gesamtwertung. Sein bisher einziger Start beim 24-Stunden-Rennen von Le Mans endete 2004 mit dem 12. Platz im Schlussklassement.

## Statistik

### Le-Mans-Ergebnisse
| Jahr | Team               | Fahrzeug            | Teamkollege        | Teamkollege     | Platzierung | Ausfallgrund |
| ---- | ------------------ | ------------------- | ------------------ | --------------- | ----------- | ------------ |
| 2004 | ChoroQ Racing Team | Porsche 911 GT3 RSR | Kazuyuki Nishizawa | Haruki Kurosawa | Rang 12     |              |